# Пісня протесту
Пісня протесту (англ. protest song) — пісня, покликана висловити протест проти проблем у суспільстві — таких, як несправедливість, расова дискримінація, війна, глобалізація, інфляція, соціальна нерівність. Хоча у США пісня протесту традиційно асоціюється з фолк-музикою, останнім часом пісні протесту пишуться у всіх музичних жанрах. Такі пісні стають особливо популярними за часів соціальних потрясінь і серед певних соціальних груп.
Як образне визначення для пісні протесту часто наводять слова американського фолк-співака Філа О́укса, який сказав: «Пісня протесту — це пісня, яка така конкретна, що ти не можеш переплутати її з порожньою балаканею» (англ. A protest song is a song so specific that you cannot mistake it for bullshit ).

## Історія
Як пише The Concise Oxford Dictionary of Music, термін «музика протесту» став широко застосовуватися (спочатку в США, а потім і в інших країнах) у 1960-ті для тих пісень, що виражали почуття протесту проти якоїсь соціальної або політичної несправедливості, реальної чи вигаданої, або проти якоїсь міжнародної події, що викликала сильні емоції, як, наприклад, американська участь у Війні у В'єтнамі. Широко відомим прикладом пісні протесту є «We Shall Overcome». Співак Боб Ділан та співачка Джоан Баез одні з тих, хто уособлює собою цей жанр .
Сам собою концепт пісні протесту як пісні, що є частиною якогось «руху за соціальні зміни» існував США давно, з ХІХ століття. Вперше пісні протесту з'явилися під час американської громадянської війни. З тих часів знаменита пісня When Johnny Comes Marching Home, що розповідає про жителів сіл, які чекають своїх синів додому з війни. Антивоєнна тема залишається однією з головних у пісні протесту і в наші дні.